# 1995 في الأردن
فيما يلي قوائم الأحداث التي وقعت خلال عام 1995 في الأردن.